# Mistrovství světa ve fotbale hráčů do 16 let 1987
Mistrovství světa ve fotbale hráčů do 16 let 1987 bylo druhým ročníkem tohoto turnaje. Vítězem se stala sovětská fotbalová reprezentace do 16 let.

## Kvalifikace
Na turnaj se kvalifikovaly nejlepší týmy z jednotlivých kontinentálních mistrovství.
| - Afrika (CAF) - Pobřeží slonoviny - Egypt - Nigérie - Asie (AFC) - Jižní Korea - Katar - Saúdská Arábie - Severní, Střední Amerika a Karibik (CONCACAF) - Mexiko - USA - Jižní Amerika (CONMEBOL) - Bolívie - Brazílie - Ekvádor |  | - Evropa (UEFA) - Francie - Itálie - Sovětský svaz - Oceánie (OFC) - Austrálie - Hostitel - Kanada |

## Základní skupiny

### Skupina A
| Tým    | GP | V | R | P | VG | IG | +/- | B |
| ------ | -- | - | - | - | -- | -- | --- | - |
| Itálie | 3  | 2 | 1 | 0 | 5  | 1  | 4   | 5 |
| Katar  | 3  | 2 | 1 | 0 | 4  | 2  | 2   | 5 |
| Egypt  | 3  | 1 | 0 | 2 | 3  | 2  | 1   | 2 |
| Kanada | 3  | 0 | 0 | 3 | 1  | 8  | -7  | 0 |

| 12. července 1987 14:00          |          |        |                                                                        |
| Itálie                           | 3:0      | Kanada | Varsity Stadium, Toronto diváci: 13 500 rozhodčí: Arturo Brizio Carter |
| Melli 22' Pessotto 36' Gallo 68' | (Report) |        | Varsity Stadium, Toronto diváci: 13 500 rozhodčí: Arturo Brizio Carter |

| 12. července 1987 16:00 |          |       |                                                                    |
| Katar                   | 1:0      | Egypt | Varsity Stadium, Toronto diváci: 13 500 rozhodčí: Dilvo Di Placido |
| Hassan 21'              | (Report) |       | Varsity Stadium, Toronto diváci: 13 500 rozhodčí: Dilvo Di Placido |

| 14. července 1987 18:00 |          |            |                                                                 |
| Itálie                  | 1:1      | Katar      | Varsity Stadium, Toronto diváci: 5 200 rozhodčí: Jorge Orellana |
| Cappellini 67'          | (Report) | Khairi 76' | Varsity Stadium, Toronto diváci: 5 200 rozhodčí: Jorge Orellana |

| 14. července 1987 20:00 |          |                                    |                                                                  |
| Kanada                  | 0:3      | Egypt                              | Varsity Stadium, Toronto diváci: 5 200 rozhodčí: Kenneth Wallace |
|                         | (Report) | Hussain 14' Musaed 48' Ramadan 53' | Varsity Stadium, Toronto diváci: 5 200 rozhodčí: Kenneth Wallace |

| 16. července 1987 17:45 |          |       |                                                                    |
| Itálie                  | 1:0      | Egypt | Varsity Stadium, Toronto diváci: 6 500 rozhodčí: John Blankenstein |
| Gallo 69'               | (Report) |       | Varsity Stadium, Toronto diváci: 6 500 rozhodčí: John Blankenstein |

| 16. července 1987 19:45 |          |                       |                                                              |
| Kanada                  | 1:2      | Katar                 | Varsity Stadium, Toronto diváci: 6 500 rozhodčí: Juan Ortube |
| Titotto 25'             | (Report) | Youssef 3' Sowaid 23' | Varsity Stadium, Toronto diváci: 6 500 rozhodčí: Juan Ortube |

### Skupina B
| Tým               | GP | V | R | P | VG | IG | +/- | B |
| ----------------- | -- | - | - | - | -- | -- | --- | - |
| Pobřeží slonoviny | 3  | 2 | 1 | 0 | 3  | 1  | 2   | 5 |
| Jižní Korea       | 3  | 1 | 1 | 1 | 5  | 4  | 1   | 3 |
| Ekvádor           | 3  | 1 | 0 | 2 | 1  | 2  | -1  | 2 |
| USA               | 3  | 1 | 0 | 2 | 3  | 5  | -2  | 2 |

| 12. července 1987 18:00 |          |             |                                                                           |
| Pobřeží slonoviny       | 1:1      | Jižní Korea | King George V Park, St. John's diváci: 1 000 rozhodčí: Berny Ulloa Morera |
| Dea 9'                  | (Report) | Shin 53'    | King George V Park, St. John's diváci: 1 000 rozhodčí: Berny Ulloa Morera |

| 12. července 1987 20:00 |          |         |                                                                    |
| USA                     | 1:0      | Ekvádor | King George V Park, St. John's diváci: 1 000 rozhodčí: Naji Jouini |
| Crawley 47'             | (Report) |         | King George V Park, St. John's diváci: 1 000 rozhodčí: Naji Jouini |

| 14. července 1987 18:00 |          |     |                                                                     |
| Pobřeží slonoviny       | 1:0      | USA | King George V Park, St. John's diváci: 2 200 rozhodčí: Jassim Mandi |
| Bassole 52'             | (Report) |     | King George V Park, St. John's diváci: 2 200 rozhodčí: Jassim Mandi |

| 14. července 1987 20:00 |          |           |                                                                          |
| Jižní Korea             | 0:1      | Ekvádor   | King George V Park, St. John's diváci: 2 200 rozhodčí: Itzhak Ben Itzhak |
|                         | (Report) | Ramos 47' | King George V Park, St. John's diváci: 2 200 rozhodčí: Itzhak Ben Itzhak |

| 16. července 1987 18:00 |          |         |                                                                           |
| Pobřeží slonoviny       | 1:0      | Ekvádor | King George V Park, St. John's diváci: 2 250 rozhodčí: Berny Ulloa Morera |
| Traore 68'              | (Report) |         | King George V Park, St. John's diváci: 2 250 rozhodčí: Berny Ulloa Morera |

| 16. července 1987 20:00         |          |                      |                                                                    |
| Jižní Korea                     | 4:2      | USA                  | King George V Park, St. John's diváci: 2 250 rozhodčí: Naji Jouini |
| Ro 25' Shin 50' Lee 65' Kim 72' | (Report) | Snow 40' Deering 48' | King George V Park, St. John's diváci: 2 250 rozhodčí: Naji Jouini |

### Skupina C
| Tým            | GP | V | R | P | VG | IG | +/- | B |
| -------------- | -- | - | - | - | -- | -- | --- | - |
| Austrálie      | 3  | 2 | 0 | 1 | 3  | 4  | -1  | 4 |
| Francie        | 3  | 1 | 1 | 1 | 4  | 3  | 1   | 3 |
| Saúdská Arábie | 3  | 1 | 1 | 1 | 2  | 1  | 1   | 3 |
| Brazílie       | 3  | 0 | 2 | 1 | 0  | 1  | -1  | 2 |

| 13. července 1987 18:00 |          |         |                                            |
| Brazílie                | 0:0      | Francie | Montreal diváci: 5 400 rozhodčí: Lee Do Ha |
|                         | (Report) |         | Montreal diváci: 5 400 rozhodčí: Lee Do Ha |

| 13. července 1987 20:00 |          |            |                                                      |
| Saúdská Arábie          | 0:1      | Austrálie  | Montreal diváci: 5 400 rozhodčí: Antonio Evangelista |
|                         | (Report) | Horvat 71' | Montreal diváci: 5 400 rozhodčí: Antonio Evangelista |

| 15. července 1987 18:00 |          |                |                                                |
| Brazílie                | 0:0      | Saúdská Arábie | Montreal diváci: 4 400 rozhodčí: Alexey Spirin |
|                         | (Report) |                | Montreal diváci: 4 400 rozhodčí: Alexey Spirin |

| 15. července 1987 20:00                |          |               |                                                  |
| Francie                                | 4:1      | Austrálie     | Montreal diváci: 4 400 rozhodčí: Simon Bantsimba |
| Debève 14', 23', 31' Rincon 24' (pen.) | (Report) | Georgakis 73' | Montreal diváci: 4 400 rozhodčí: Simon Bantsimba |

| 17. července 1987 18:00 |          |                |                                            |
| Brazílie                | 0:1      | Austrálie      | Montreal diváci: 5 400 rozhodčí: Lee Do Ha |
|                         | (Report) | Richardson 74' | Montreal diváci: 5 400 rozhodčí: Lee Do Ha |

| 17. července 1987 20:00 |          |                       |                                                |
| Francie                 | 0:2      | Saúdská Arábie        | Montreal diváci: 5 400 rozhodčí: Alexey Spirin |
|                         | (Report) | Zayed 18' Shalgan 34' | Montreal diváci: 5 400 rozhodčí: Alexey Spirin |

### Skupina D
| Tým           | GP | V | R | P | VG | IG | +/- | B |
| ------------- | -- | - | - | - | -- | -- | --- | - |
| Sovětský svaz | 3  | 2 | 1 | 0 | 12 | 3  | 9   | 5 |
| Nigérie       | 3  | 1 | 1 | 1 | 4  | 4  | 0   | 3 |
| Mexiko        | 3  | 1 | 1 | 1 | 3  | 9  | -6  | 3 |
| Bolívie       | 3  | 0 | 1 | 2 | 6  | 9  | -3  | 1 |

| 12. července 1987 18:00 |          |         |                                                                                  |
| Sovětský svaz           | 1:1      | Nigérie | Jeux Canada Games Stadium, Saint John, diváci: 2 695 rozhodčí: José Ramiz Wright |
| Rusin 61'               | (Report) | Eke 79' | Jeux Canada Games Stadium, Saint John, diváci: 2 695 rozhodčí: José Ramiz Wright |

| 12. července 1987 20:00 |          |                        |                                                                             |
| Mexiko                  | 2:2      | Bolívie                | Jeux Canada Games Stadium, Saint John diváci: 2 695 rozhodčí: Mohamed Hafez |
| Landa 56' Romero 76'    | (Report) | Lobo 50' Cristaldo 53' | Jeux Canada Games Stadium, Saint John diváci: 2 695 rozhodčí: Mohamed Hafez |

| 14. července 1987 18:00                                                         |          |        |                                                                             |
| Sovětský svaz                                                                   | 7:0      | Mexiko | Jeux Canada Games Stadium, Saint John, diváci: 2 335 rozhodčí: Kenneth Hope |
| Matvejev 13', 25' Nikiforov 31', 51' Mušinka 47' Kadyrov 64' Beženar 72' (pen.) | (Report) |        | Jeux Canada Games Stadium, Saint John, diváci: 2 335 rozhodčí: Kenneth Hope |

| 14. července 1987 20:00 |          |                           |                                                                              |
| Nigérie                 | 3:2      | Bolívie                   | Jeux Canada Games Stadium, Saint John diváci: 2 335 rozhodčí: Essa Al-Jassas |
| Osundo 24', 66', 77'    | (Report) | Cristaldo 26' Arandia 70' | Jeux Canada Games Stadium, Saint John diváci: 2 335 rozhodčí: Essa Al-Jassas |

| 16. července 1987 18:00                                 |          |                                   |                                                                            |
| Sovětský svaz                                           | 4:2      | Bolívie                           | Jeux Canada Games Stadium, Saint John diváci: 3 300 rozhodčí: Kenneth Hope |
| Nikiforov 28' Beženar 32' (pen.) Asadov 44' Mušinka 50' | (Report) | Urquiza 59' (pen.) Etcheverry 73' | Jeux Canada Games Stadium, Saint John diváci: 3 300 rozhodčí: Kenneth Hope |

| 16. července 1987 20:00 |          |            |                                                                                 |
| Nigérie                 | 0:1      | Mexiko     | Jeux Canada Games Stadium, Saint John diváci: 3 300 rozhodčí: José Ramiz Wright |
|                         | (Report) | Rivera 55' | Jeux Canada Games Stadium, Saint John diváci: 3 300 rozhodčí: José Ramiz Wright |

## Play off

### Čtvrtfinále
| 19. července 1987 14:00  |          |             |                                                                   |
| Itálie                   | 2:0      | Jižní Korea | Varsity Stadium, Toronto diváci: 10 400 rozhodčí: Kenneth Wallace |
| Cappellini 52' Gallo 54' | (Report) |             | Varsity Stadium, Toronto diváci: 10 400 rozhodčí: Kenneth Wallace |

| 19. července 1987 14:00         |          |       |                                                                                  |
| Pobřeží slonoviny               | 3:0      | Katar | Jeux Canada Games Stadium, Saint John diváci: 1 500 rozhodčí: Berny Ulloa Morera |
| Bassole 16' Beda 52' Traore 66' | (Report) |       | Jeux Canada Games Stadium, Saint John diváci: 1 500 rozhodčí: Berny Ulloa Morera |

| 19. července 1987 14:00 |          |           |                                                      |
| Austrálie               | 0:1      | Nigérie   | Montreal diváci: 5 200 rozhodčí: Antonio Evangelista |
|                         | (Report) | Nwosu 59' | Montreal diváci: 5 200 rozhodčí: Antonio Evangelista |

| 19. července 1987 14:00           |          |                      |                                                                                 |
| Sovětský svaz                     | 3:2      | Francie              | Jeux Canada Games Stadium, Saint John diváci: 5 000 rozhodčí: José Ramiz Wright |
| Arutyunian 40', 60' Nikiforov 76' | (Report) | Adrian 49' Roche 65' | Jeux Canada Games Stadium, Saint John diváci: 5 000 rozhodčí: José Ramiz Wright |

### Semifinále
| 22. července 1987 20:00 |          |           |                                                                        |
| Itálie                  | 0:1      | Nigérie   | Exhibition Stadium, Toronto diváci: 20 000 rozhodčí: John Blankenstein |
|                         | (Report) | Nwosu 63' | Exhibition Stadium, Toronto diváci: 20 000 rozhodčí: John Blankenstein |

| 22. července 1987 19:00 |          |                                               |                                                                                    |
| Pobřeží slonoviny       | 1:5      | Sovětský svaz                                 | Jeux Canada Games Stadium, Saint John diváci: 2 500 rozhodčí: Arturo Brizio Carter |
| Traore 57'              | (Report) | Arutyunian 1', 38' Kasimov 10', 56' Rusin 77' | Jeux Canada Games Stadium, Saint John diváci: 2 500 rozhodčí: Arturo Brizio Carter |

### O 3. místo
| 24. července 1987 19:00 |              |                   |                                                                                   |
| Itálie                  | 1:2 (prodl.) | Pobřeží slonoviny | Jeux Canada Games Stadium, Saint John diváci: 1 000 rozhodčí: Antonio Evangelista |
| Bocchialini 57'         | (Report)     | Traore 17', 96'   | Jeux Canada Games Stadium, Saint John diváci: 1 000 rozhodčí: Antonio Evangelista |

### Finále
| 25. července 1987 15:00 |                |               |                                                                     |
| Nigérie                 | 1:1 2-4 (pen.) | Sovětský svaz | Varsity Stadium, Toronto diváci: 15 000 rozhodčí: José Ramiz Wright |
| Osundo 11'              | (Report)       | Nikiforov 6'  | Varsity Stadium, Toronto diváci: 15 000 rozhodčí: José Ramiz Wright |